# Ielena Sozina
Ielena Nikolaïevna Sozina (en russe : Елена Николаевна Созина) est une ancienne joueuse de volley-ball russe née le 3 juin 1973. Elle mesure 1,78 m et jouait au poste de réceptionneuse-attaquante. 

## Clubs
| Club                  | De        | À         |
| --------------------- | --------- | --------- |
| TTU Saint-Pétersbourg | 1991-1992 | 1995-1996 |
| Bayer Leverkusen      | 1996-1997 | 1996-1997 |
| TTU Saint-Pétersbourg | 1997-1998 | 1999-2000 |
| Joensuun Prihat       | 2001-2002 | 2001-2002 |
| Salon Viesti          | 2002-2003 | 2002-2003 |
| Leningradka           | 2003-2004 | 2010-2011 |

## Palmarès
- Coupe de Finlande
  - Vainqueur : 2001, 2002.
- Championnat de Finlande
  - Finaliste : 2002, 2003.